# Любенци
Любенци (болг. Любенци) — село в Болгарии. Находится в Великотырновской области, входит в общину Стражица. Население составляет 6 человек (2022).

## Политическая ситуация
Любенци подчиняется непосредственно общине и не имеет своего кмета.
Кмет (мэр) общины Стражица — Стефан Рачков Стефанов (Национальное движение «Симеон Второй» (НДСВ)) по результатам выборов в правление общины.